# Operation Sond Chara
Operation Sond Chara (Red Dagger in Paschtunisch) war eine militärische Operation zur Vertreibung der Taliban aus dem Gebiet rund um die Stadt Nad-e-Ali in der Provinz Helmand. Die Operation war Teil eines großangelegten Helmand-Feldzugs der ISAF-Truppen, der im Juni 2006 begann. Am 11. Dezember 2008 begann die Operation und dauerte bis zum 26. Dezember. Soldaten, die an der Operation beteiligt waren, bezeichneten diese später als Close Quarters Battle. In der vorweihnachtlichen Offensive wurden 1 500 britische Soldaten von dänischen, estnischen und afghanischen Streitkräften unterstützt. Der Angriff begann am 7. Dezember 2008 nachts gegen Taliban-Kräfte in einem Dorf südlich dem Einsatzfeld.
Der Zweck der Offensive war die Absicherung des Gebiets rund um Laschkar Gah, der Hauptstadt von Helmand, nach einem Anstieg der aufständischen Überfälle in der Provinz.
Brigadegeneral Gordon Messenger bezeichnete die Operation als sehr erfolgreich. Es konnten ca. 100 Talibankämpfer, darunter einer ihrer Anführer getötet werden. Des Weiteren konnten große Mengen von Opium und eine Vielzahl von IEDs unschädlich gemacht werden. Auf britischer Seite hatte man fünf Gefallene zu beklagen.

## Beteiligte Verbände
Die Liste zeigt die an der Operation beteiligten Einheiten auf.
- 42 Commando Royal Marines
- C Company des Princess of Wales’s Royal Regiment
- 1. The Queen’s Dragoon Guards
- B Company 1 RIFLES
- 29. Commando Regiment Royal Artillery
- 24 Commando Regiment Royal Engineers
- Armoured Support Group Royal Marines (Gepanzerte Unterstützungsgruppe der Royal Marines)
- Estnische Streitkräfte
- Dänisches Heer – Jydske Dragonregiment
- Afghanische Nationalarmee